# Tour Bitwa Warszawska 1920
Tour Bitwa Warszawska 1920 – wieloetapowy wyścig kolarski upamiętniający rocznice Bitwy Warszawskiej. Rozgrywany w Polsce, na terenie województwa mazowieckiego, w tym miejsc ściśle związanych z walkami w czasie bitwy. Wyścig rozgrywany w sierpniu.
Jego pierwsza edycja miała miejsce w 2019 roku. Od 2020 roku wyścig jest wpisany do kalendarza UCI i zaliczany do kontynentalnego cyklu wyścigowego UCI Europe Tour. Ma kategorię 2.2. Nierozgrywany w 2021, 2022 i 2023; do kalendarza powrócił w 2024 roku.

## Zwycięzcy
| Rok  | Pierwsze        | Drugie           | Trzecie         |
| ---- | --------------- | ---------------- | --------------- |
| 2019 | Adrian Banaszek | Adrian Kurek     | Rojus Adomaitis |
| 2020 | Oscar Riesebeek | Senne Leysen     | Paweł Bernas    |
| 2024 | Alan Banaszek   | Guillaume Visser | Zak Coleman     |